# Gonzalo Rodríguez (automobilista)
Gonzalo Rodríguez Bongoll, conhecido por Gonchi ou Gonzo (Montevidéu, 22 de janeiro de 1971 — Monterey, 11 de setembro de 1999) foi um automobilista uruguaio.

## Carreira
Começou a correr aos sete anos, no motociclismo, migrando para o kart aos 13. Foi campeão nacional em 1985, 1986 e 1989, e nessa altura competiu no Campeonato do Mundo de karting de 1988, em Valence, na França. Lá, conheceu e tornou-se amigo do brasileiro Rubens Barrichello. Eles também competiram contra outros futuros pilotos de Fórmula 1, como o italiano Giancarlo Fisichella, o dinamarquês Jan Magnussen e o escocês David Coulthard. Nessa prova fez a volta mais rápida da corrida, mas perdeu a oportunidade de ganhar, devido a uma avaria.
Em 1989, passa para para a Fórmula 4 uruguaia, equipada com motores Renault, e num campeonato ultra-competitivo, torna-se num dos melhores pilotos do grid, vencendo o campeonato por 2 vezes e sendo o segundo classificado por outras 2. Corre algumas provas na Fórmula 3 Sul-Americana, e torna-se, em 1991, campeão uruguaio de Turismos, um título que em tempos tinha sido alcançado pelo seu pai.

## Carreira na Europa
Em 1992, o Uruguai e a América do Sul ficariam pequenos para o talento de Gonchi, que parte para a Espanha juntamente com seu compatriota Marcelo Bresciani, disputando a Fórmula Ford local, tornando-se vice-campeão no seu ano de estreia, vencendo 2 provas. Em 1993, continua no automobilismo espanhol, desta vez na Fórmula Renault, onde fica em terceiro lugar no campeonato, com apenas uma vitória.
Continua na Fórmula Renault em 1994, desta vez na Inglaterra, ao contrário de Bresciani, que optou em voltar ao Uruguai por falta de dinheiro. Rodríguez repete o bom desempenho que obtivera na Espanha, ficando outra vez em terceiro lugar no campeonato, novamente com uma vitória, e conquistando o título de "Rookie do Ano" na categoria. No final do ano, aventurou-se na Fórmula 3, no GP de Macau, causando um acidente.
Em 1995, disputa a prestigiada Fórmula 3 britânica pela Alan Docking Racing, onde os resultados foram bons, vencendo uma corrida, em Silverstone. Continua na categoria em 1996, mas não repete as boas atuações e fica apenas em 12º lugar no campeonato. No mesmo ano, corre 6 provas na Fórmula 2, que reaproveitava antigos carros da Fórmula 3000, defendendo a equipe Edembridge Racing. Não venceu nenhuma vez, embora conquistasse o segundo lugar em três oportunidades.

### Fórmula 3000
Em 1997, é promovido para a Fórmula 3000, correndo pela equipe Redman & Bright, pilotando um Reynard-Ford. Seu desempenho foi pouco expressivo, e Gonchi marcou apenas 0,5 ponto em Nürburgring. No ano seguinte, assina com a Astromega, onde seus resultados melhoram. Venceu 2 corridas e chegou a brigar pelo título, mas a regularidade naquele ano não foi suficiente, e o uruguaio terminou na terceira posição, com 33 pontos.
O ano de 1999 era promissor para Gonchi, que seguiu na Astromega. Para manter o ritmo, ele iniciou suas atividades pilotando em provas de Turismo, onde ganhou uma corrida em Punta del Este. 
Em maio, conquista a vitória mais expressiva de sua carreira, em Mônaco. Consegue mais dois 2ºs lugares, em Nürburgring e Spa-Francochamps, que foi a última dele no campeonato. Até então, era o segundo colocado na classificação, brigando pelo título com o alemão Nick Heidfeld e o dinamarquês Jason Watt.

## Sondagem pela Benetton e única prova na CART
Nessa altura, a Benetton pretendia contar com o uruguaio para fazer um teste. Antes, faz um teste na CART, com a tradicional equipe Penske. Os resultados agradaram o patrão Roger Penske, que o contratou para correr o GP de Detroit. Rodríguez, então com 28 anos, aceitou (o calendário da CART não coincidia com o da Fórmula 3000), e tornou-se o primeiro piloto de seu país a disputar uma prova de categorias top do automobilismo desde Asdrúbal Fontes Bayardo, que tentara disputar o GP da França de 1959, mas não se classificou. Ao cruzar a linha de chegada em 12º lugar, marcou seu primeiro e único ponto na categoria.
Depois da prova de Spa-Francochamps, Rodríguez disputaria a prova de Laguna Seca, novamente pela Penske.

## Morte nos treinos
Em 11 de setembro de 1999, Gonchi estava em volta rápida num circuito que tentava conhecer melhor, porém o acelerador do Lola-Mercedes #3 teve problemas a 250 km/h, na curva "Corkscrew". Depois de atravessar o trecho em alta velocidade, o carro bateu no muro, saltou para fora do circuito e caiu de cabeça para baixo numa vala. O impacto causou fratura na base do crânio, matando-o na hora. Abalada com o acidente, a Penske decidiu não participar da prova.
Ele, que foi o primeiro piloto a morrer na CART desde o norte-americano Jeff Krosnoff em 1996, já estava de contrato assinado com a Patrick Racing para a temporada de 2000, tendo sua vaga herdada pelo veterano brasileiro Roberto Pupo Moreno.
Sua morte causou comoção no Uruguai, e o funeral foi seguido por mais de 5 mil pessoas em Montevidéu. Após o falecimento, sua irmã Nani, juntamente com amigos e outros familiares, criou a Fundação Gonzalo Rodríguez.
Em 2013 a revista Autosport elegeu o uruguaio como um dos 50 melhores pilotos a nunca terem corrido na Fórmula 1. No ano seguinte, um documentário intitulado Gonchi foi lançado.